# Danh sách trò chơi của Bandai Namco
Đây là danh sách các trò chơi được phát triển và/hoặc xuất bản bởi Bandai Namco Entertainment và thường bao gồm các trò chơi được phát hành sau ngày 31 tháng 3 năm 2006. Các trò chơi do Bandai hoặc Namco xuất bản trước khi sáp nhập không được liệt kê đây.

## Trò chơi điện tử
| Tựa trò chơi                                                            | Năm  | Hệ máy                                                                                                  | Tham khảo |
| ----------------------------------------------------------------------- | ---- | --- | --------- |
| Mobile Suit Gundam SEED Destiny: Alliance vs. Z.A.F.T. II               | 2006 | PlayStation 2, Arcade                                                                                   |           |
| Ace Combat Zero: The Belkan War                                         | 2006 | PlayStation 2                                                                                           |           |
| Naruto: Ultimate Ninja                                                  | 2006 | PlayStation 2                                                                                           |           |
| Pac-Man World Rally                                                     | 2006 | PlayStation 2, GameCube, PlayStation Portable, Microsoft Windows                                        |           |
| Tales of the Abyss                                                      | 2006 | PlayStation 2, Nintendo 3DS                                                                             |           |
| Gunpey                                                                  | 2006 | Nintendo DS, PlayStation Portable                                                                       |           |
| .hack//G.U. Vol. 1//Rebirth                                             | 2006 | PlayStation 2                                                                                           |           |
| Ace Combat X: Skies of Deception                                        | 2006 | PlayStation Portable                                                                                    |           |
| Digimon World DS                                                        | 2006 | Nintendo DS                                                                                             |           |
| Dragon Ball Z: Budokai Tenkaichi 2                                      | 2006 | PlayStation 2, Wii                                                                                      |           |
| Mobile Suit Gundam: Crossfire                                           | 2006 | PlayStation 3                                                                                           |           |
| Naruto: Uzumaki Chronicles                                              | 2006 | PlayStation 2                                                                                           |           |
| Ridge Racer 7                                                           | 2006 | PlayStation 3                                                                                           |           |
| Super Dragon Ball Z                                                     | 2006 | PlayStation 2                                                                                           |           |
| Tamagotchi Connection: Corner Shop                                      | 2006 | Nintendo DS                                                                                             |           |
| Tamagotchi Connection: Corner Shop 2                                    | 2006 | Nintendo DS                                                                                             |           |
| Xenosaga Episode III: Also sprach Zarathustra                           | 2006 | PlayStation 2                                                                                           |           |
| Mage Knight: Destiny's Soldier                                          | 2006 | Nintendo DS                                                                                             |           |
| Kidō Senshi Gundam: Senjō no Kizuna                                     | 2006 | Arcade, PlayStation Portable                                                                            |           |
| One Piece: Grand Adventure                                              | 2006 | GameCube, PlayStation 2                                                                                 |           |
| Inuyasha: Secret of the Divine Jewel                                    | 2007 | Nintendo DS                                                                                             |           |
| The Legend of Heroes III: Song of the Ocean                             | 2007 | PlayStation Portable                                                                                    |           |
| Dynasty Warriors: Gundam                                                | 2007 | PlayStation 2, PlayStation 3, Xbox 360                                                                  |           |
| Mario Kart Arcade GP 2                                                  | 2007 | Arcade                                                                                                  |           |
| Nodame Cantabile                                                        | 2007 | Nintendo DS                                                                                             |           |
| The Idolmaster                                                          | 2007 | Xbox 360                                                                                                |           |
| .hack//G.U. Vol. 2//Reminisce                                           | 2007 | PlayStation 2                                                                                           |           |
| Naruto: Ultimate Ninja 2                                                | 2007 | PlayStation 2                                                                                           |           |
| Naruto: Ultimate Ninja Heroes                                           | 2007 | PlayStation Portable                                                                                    |           |
| Tales of the Tempest                                                    | 2007 | Nintendo DS                                                                                             |           |
| Tales of the World: Radiant Mythology                                   | 2007 | PlayStation Portable                                                                                    |           |
| Naruto: Uzumaki Chronicles 2                                            | 2007 | PlayStation 2                                                                                           |           |
| Soulcalibur Legends                                                     | 2007 | Wii |           |
| .hack//G.U. Vol. 3//Redemption                                          | 2007 | PlayStation 2                                                                                           |           |
| Eternal Sonata                                                          | 2007 | PlayStation 3, Xbox 360                                                                                 |           |
| Digimon World Dawn and Dusk                                             | 2007 | Nintendo DS                                                                                             |           |
| Namco Museum DS                                                         | 2007 | Nintendo DS                                                                                             |           |
| Trioncube                                                               | 2007 | Nintendo DS                                                                                             |           |
| Dragon Ball Z: Budokai Tenkaichi 3                                      | 2007 | PlayStation 2, Wii                                                                                      |           |
| Dragon Ball Z: Harukanaru Densetsu                                      | 2007 | Nintendo DS                                                                                             |           |
| Beautiful Katamari                                                      | 2007 | Xbox 360                                                                                                |           |
| Ace Combat 6: Fires of Liberation                                       | 2007 | Xbox 360                                                                                                |           |
| Namco Museum Remix                                                      | 2007 | Wii |           |
| Nodame Cantabile: Dream Orchestra                                       | 2007 | Wii |           |
| One Piece: Unlimited Adventure                                          | 2007 | Wii |           |
| Tamagotchi: Party On!                                                   | 2007 | Wii |           |
| Tekken 6                                                                | 2007 | Arcade, PlayStation 3, Xbox 360, PlayStation Portable                                                   |           |
| Wangan Midnight Maximum Tune 3                                          | 2007 | Arcade                                                                                                  |           |
| Wangan Midnight Maximum Tune 3 DX                                       | 2007 | Arcade                                                                                                  |           |
| Tales of Innocence                                                      | 2008 | Nintendo DS                                                                                             |           |
| Naruto: Ultimate Ninja 3                                                | 2008 | PlayStation 2                                                                                           |           |
| Naruto: Ultimate Ninja Heroes 2: The Phantom Fortress                   | 2008 | PlayStation Portable                                                                                    |           |
| Naruto: Ultimate Ninja Storm                                            | 2008 | PlayStation 3                                                                                           |           |
| Super Robot Wars Z                                                      | 2008 | PlayStation 2                                                                                           |           |
| Soulcalibur IV                                                          | 2008 | PlayStation 3, Xbox 360                                                                                 |           |
| Super Robot Taisen OG Saga: Endless Frontier                            | 2008 | Nintendo DS                                                                                             |           |
| Digimon World Championship                                              | 2008 | Nintendo DS                                                                                             |           |
| Mobile Ops: The One Year War                                            | 2008 | Xbox 360                                                                                                |           |
| Tales of Symphonia: Dawn of the New World                               | 2008 | Wii |           |
| Tales of Vesperia                                                       | 2008 | Xbox 360, PlayStation 3, Microsoft Windows, Nintendo Switch, PlayStation 4, Xbox One                    |           |
| Tales of Hearts                                                         | 2008 | Nintendo DS                                                                                             |           |
| The Idolmaster Live For You!                                            | 2008 | Xbox 360                                                                                                |           |
| Dragon Ball: Origins                                                    | 2008 | Nintendo DS                                                                                             |           |
| Dragon Ball Z: Burst Limit                                              | 2008 | PlayStation 3, Xbox 360                                                                                 |           |
| Dragon Ball Z: Infinite World                                           | 2008 | PlayStation 2                                                                                           |           |
| Mario Super Sluggers                                                    | 2008 | Wii |           |
| Dynasty Warriors: Gundam 2                                              | 2008 | PlayStation 2, PlayStation 3, Xbox 360                                                                  |           |
| Klonoa                                                                  | 2008 | Wii |           |
| Afro Samurai                                                            | 2009 | PlayStation 3, Xbox 360                                                                                 |           |
| Naruto Shippuden: Ultimate Ninja 4                                      | 2009 | PlayStation 2                                                                                           |           |
| Naruto Shippuden: Ultimate Ninja 5                                      | 2009 | PlayStation 2                                                                                           |           |
| Namco Museum Essentials                                                 | 2009 | PlayStation 3                                                                                           |           |
| Dragonball Evolution                                                    | 2009 | PlayStation Portable                                                                                    |           |
| Dragon Ball: Raging Blast                                               | 2009 | PlayStation 3, Xbox 360                                                                                 |           |
| Dragon Ball: Revenge of King Piccolo                                    | 2009 | Wii |           |
| Dragon Ball Z: Attack of the Saiyans                                    | 2009 | Nintendo DS                                                                                             |           |
| MagnaCarta 2                                                            | 2009 | Xbox 360                                                                                                |           |
| Kamen Rider: Climax Heroes                                              | 2009 | PlayStation 2                                                                                           |           |
| Kamen Rider: Climax Heroes W                                            | 2009 | Wii |           |
| One Piece: Unlimited Cruise                                             | 2009 | Wii |           |
| Soulcalibur: Broken Destiny                                             | 2009 | PlayStation Portable                                                                                    |           |
| Tales of VS                                                             | 2009 | PlayStation Portable                                                                                    |           |
| Super Robot Wars Z: Special Disk                                        | 2009 | PlayStation 2                                                                                           |           |
| Super Robot Wars K                                                      | 2009 | Nintendo DS                                                                                             |           |
| Tekken 6: Bloodline Rebellion                                           | 2009 | Arcade, PlayStation Portable, PlayStation 3, Xbox 360                                                   |           |
| The Idolmaster SP                                                       | 2009 | PlayStation Portable                                                                                    |           |
| SuperRobo Gakuen                                                        | 2009 | Nintendo DS                                                                                             |           |
| The Idolmaster Dearly Stars                                             | 2009 | Nintendo DS                                                                                             |           |
| Super Robot Wars NEO                                                    | 2009 | Wii |           |
| The Munchables                                                          | 2009 | Wii |           |
| Katamari Forever                                                        | 2009 | PlayStation 3                                                                                           |           |
| Food Network: Cook or Be Cooked                                         | 2009 | Wii |           |
| Fragile: Farewell Ruins of the Moon                                     | 2009 | Wii |           |
| Tales of the World: Radiant Mythology 2                                 | 2009 | PlayStation Portable                                                                                    |           |
| Tales of Graces                                                         | 2009 | Wii |           |
| Taiko no Tatsujin 13                                                    | 2009 | Arcade                                                                                                  |           |
| Muscle March                                                            | 2010 | Wii |           |
| Dragon Ball: Origins 2                                                  | 2010 | Nintendo DS                                                                                             |           |
| Dragon Ball: Raging Blast 2                                             | 2010 | PlayStation 3, Xbox 360                                                                                 |           |
| Dragon Ball Z: Tenkaichi Tag Team                                       | 2010 | PlayStation Portable                                                                                    |           |
| Enslaved: Odyssey to the West                                           | 2010 | PlayStation 3, Xbox 360                                                                                 |           |
| Clash of the Titans                                                     | 2010 | PlayStation 3, Xbox 360                                                                                 |           |
| God Eater Burst                                                         | 2010 | PlayStation Portable                                                                                    |           |
| .hack//Link                                                             | 2010 | PlayStation Portable                                                                                    |           |
| Gundam Battle Universe                                                  | 2010 | PlayStation Portable                                                                                    |           |
| Kamen Rider: Climax Heroes OOO                                          | 2010 | PlayStation Portable, Wii                                                                               |           |
| Tank! Tank! Tank!                                                       | 2010 | Arcade, Wii U                                                                                           |           |
| Super Robot Wars L                                                      | 2010 | Nintendo DS                                                                                             |           |
| Dead to Rights: Retribution                                             | 2010 | PlayStation 3, Xbox 360                                                                                 |           |
| Splatterhouse                                                           | 2010 | PlayStation 3, Xbox 360                                                                                 |           |
| Battle Spirits: Heroes Soul                                             | 2010 | PlayStation Portable                                                                                    |           |
| Wangan Midnight Maximum Tune 3 DX PLUS                                  | 2010 | Arcade                                                                                                  |           |
| Tales of Graces f                                                       | 2010 | PlayStation 3                                                                                           |           |
| Tales of Phantasia: Narikiri Dungeon X                                  | 2010 | PlayStation Portable                                                                                    |           |
| Endless Frontier EXCEED: Super Robot Wars OG Saga                       | 2010 | Nintendo DS                                                                                             |           |
| Naruto Shippuden: Ultimate Ninja Heroes 3                               | 2010 | PlayStation Portable                                                                                    |           |
| Naruto Shippuden: Ultimate Ninja Storm 2                                | 2010 | PlayStation 3, Xbox 360                                                                                 |           |
| Pac-Man Party                                                           | 2010 | Wii, Nintendo 3DS                                                                                       |           |
| Dynasty Warriors: Gundam 3                                              | 2010 | PlayStation 3, Xbox 360                                                                                 |           |
| Solatorobo: Red the Hunter                                              | 2010 | Nintendo DS                                                                                             |           |
| Ni no Kuni                                                              | 2011 | Microsoft Windows, PlayStation 3, PlayStation 4, Nintendo Switch                                        |           |
| Dragon Ball Heroes                                                      | 2011 | Arcade                                                                                                  |           |
| Dragon Ball Kai: Ultimate Butoden                                       | 2011 | Nintendo DS                                                                                             |           |
| Dragon Ball Z: Ultimate Tenkaichi                                       | 2011 | PlayStation 3, Xbox 360                                                                                 |           |
| Tales of the World: Radiant Mythology 3                                 | 2011 | PlayStation Portable                                                                                    |           |
| The Idolmaster 2                                                        | 2011 | PlayStation 3, Xbox 360                                                                                 |           |
| Ridge Racer 3D                                                          | 2011 | Nintendo 3DS                                                                                            |           |
| Knights Contract                                                        | 2011 | PlayStation 3, Xbox 360                                                                                 |           |
| Mobile Suit Gundam: Extreme Vs.                                         | 2011 | PlayStation 3                                                                                           |           |
| 2nd Super Robot Wars Z                                                  | 2011 | PlayStation Portable                                                                                    |           |
| Dark Souls                                                              | 2011 | Microsoft Windows, PlayStation 3, Xbox 360                                                              |           |
| Go Vacation                                                             | 2011 | Wii |           |
| Kamen Rider: Climax Heroes Fourze                                       | 2011 | Wii, Nintendo 3DS                                                                                       |           |
| Ace Combat: Assault Horizon                                             | 2011 | Microsoft Windows, PlayStation 3, Xbox 360                                                              |           |
| Tales of Xillia                                                         | 2011 | PlayStation 3                                                                                           |           |
| Wangan Midnight Maximum Tune 4                                          | 2011 | Arcade                                                                                                  |           |
| Another Century's Episode Portable                                      | 2011 | PlayStation Portable                                                                                    |           |
| Ridge Racer Vita                                                        | 2011 | PlayStation Vita                                                                                        |           |
| DualPenSports                                                           | 2011 | Nintendo 3DS                                                                                            |           |
| Naruto Shippuden: Ultimate Ninja Impact                                 | 2011 | PlayStation Portable                                                                                    |           |
| Power Rangers Samurai                                                   | 2011 | Nintendo DS, Wii                                                                                        |           |
| Soulcalibur V                                                           | 2012 | PlayStation 3, Xbox 360                                                                                 |           |
| Tekken Tag Tournament 2                                                 | 2011 | PlayStation 3, Xbox 360, Arcade, Wii U                                                                  |           |
| Super Robot Wars OG Saga: Masō Kishin II – Revelation of Evil God       | 2012 | PlayStation Portable                                                                                    |           |
| Dragon Ball Z: For Kinect                                               | 2012 | Xbox 360                                                                                                |           |
| Dragon Ball Z: Budokai HD Collection                                    | 2012 | PlayStation 3, Xbox 360                                                                                 |           |
| Tekken 3D: Prime Edition                                                | 2012 | Nintendo 3DS                                                                                            |           |
| Mobile Suit Gundam: Battle Operation                                    | 2012 | PlayStation 3                                                                                           |           |
| Power Rangers Super Samurai for Kinect                                  | 2012 | Xbox 360                                                                                                |           |
| Mobile Suit Gundam AGE                                                  | 2012 | PlayStation Portable                                                                                    |           |
| Ridge Racer Unbounded                                                   | 2012 | Microsoft Windows, PlayStation 3, Xbox 360                                                              |           |
| Inversion                                                               | 2012 | Microsoft Windows, PlayStation 3, Xbox 360                                                              |           |
| Kamen Rider: Super Climax Heroes                                        | 2010 | PlayStation Portable, Wii                                                                               |           |
| Mobile Suit Gundam Unicorn                                              | 2012 | PlayStation 3                                                                                           |           |
| Tales of the Heroes: Twin Brave                                         | 2012 | PlayStation Portable                                                                                    |           |
| Project X Zone                                                          | 2012 | Nintendo 3DS                                                                                            |           |
| Mobile Suit Gundam SEED: Battle Destiny                                 | 2012 | PlayStation Vita                                                                                        |           |
| ThunderCats                                                             | 2012 | Nintendo DS                                                                                             |           |
| One Piece: Pirate Warriors                                              | 2012 | PlayStation 3                                                                                           |           |
| Armored Core V                                                          | 2012 | PlayStation 3, Xbox 360                                                                                 |           |
| Tokitowa                                                                | 2012 | PlayStation 3                                                                                           |           |
| RollerCoaster Tycoon 3D                                                 | 2012 | Nintendo 3DS                                                                                            |           |
| The Idolmaster Shiny Festa                                              | 2012 | PlayStation Portable                                                                                    |           |
| Accel World: Ginyoku no Kakusei                                         | 2012 | PlayStation Portable, PlayStation 3                                                                     |           |
| 2nd Super Robot Wars Original Generation                                | 2012 | PlayStation 3                                                                                           |           |
| Tales of Innocence R                                                    | 2012 | PlayStation Vita                                                                                        |           |
| Tales of Xillia 2                                                       | 2012 | PlayStation 3                                                                                           |           |
| Mobile Suit Gundam: Extreme Vs. Full Boost                              | 2011 | PlayStation 3, Arcade                                                                                   |           |
| Taiko no Tatsujin                                                       | 2011 | Arcade                                                                                                  |           |
| Naruto Shippuden: Ultimate Ninja Storm Generations                      | 2012 | PlayStation 3, Xbox 360                                                                                 |           |
| Digimon Adventure                                                       | 2013 | PlayStation Portable                                                                                    |           |
| Accel World: Kasoku no Chōten                                           | 2013 | PlayStation Portable, PlayStation 3                                                                     |           |
| Gintama no Sugoroku                                                     | 2013 | PlayStation Portable                                                                                    |           |
| Super Robot Wars UX                                                     | 2013 | Nintendo 3DS                                                                                            |           |
| Sword Art Online: Infinity Moment                                       | 2013 | PlayStation Portable, PlayStation Vita                                                                  |           |
| Super Robot Wars Operation Extend                                       | 2013 | PlayStation Portable                                                                                    |           |
| Super Robot Wars OG Saga: Masō Kishin III – Pride of Justice            | 2013 | PlayStation 3, PlayStation Vita                                                                         |           |
| One Piece: Pirate Warriors 2                                            | 2013 | PlayStation 3, PlayStation Vita                                                                         |           |
| Star Trek                                                               | 2013 | Microsoft Windows, PlayStation 3, Xbox 360                                                              |           |
| Saint Seiya: Brave Soldiers                                             | 2013 | PlayStation 3                                                                                           |           |
| Naruto Shippuden: Ultimate Ninja Storm 3                                | 2013 | Microsoft Windows, PlayStation 3, Xbox 360                                                              |           |
| Tekken Revolution                                                       | 2013 | PlayStation 3                                                                                           |           |
| Super Robot Wars OG Infinite Battle                                     | 2013 | PlayStation 3                                                                                           |           |
| Mario Kart Arcade GP DX                                                 | 2013 | Arcade                                                                                                  |           |
| Power Rangers Megaforce                                                 | 2013 | Nintendo 3DS                                                                                            |           |
| Disney Magical World                                                    | 2013 | Nintendo 3DS                                                                                            |           |
| Gundam Breaker                                                          | 2013 | PlayStation 3, PlayStation Vita                                                                         |           |
| Dynasty Warriors: Gundam Reborn                                         | 2013 | PlayStation 3, PlayStation Vita                                                                         |           |
| Pac-Man and the Ghostly Adventures                                      | 2013 | Xbox 360, Microsoft Windows, PlayStation 3, Wii U, Nintendo 3DS                                         |           |
| Macross 30: The Voice that Connects the Galaxy                          | 2013 | PlayStation 3                                                                                           |           |
| JoJo's Bizarre Adventure: All Star Battle                               | 2013 | PlayStation 3                                                                                           |           |
| Armored Core: Verdict Day                                               | 2013 | PlayStation 3, Xbox 360                                                                                 |           |
| God Eater 2                                                             | 2013 | PlayStation Portable, PlayStation Vita                                                                  |           |
| Taiko no Tatsujin: Wii U Version                                        | 2013 | Wii U                                                                                                   |           |
| One Piece: Unlimited World Red                                          | 2013 | Nintendo 3DS, PlayStation 3, PlayStation 4, PlayStation Vita, Wii U, Nintendo Switch, Microsoft Windows |           |
| Naruto Online                                                           | 2013 | Browser                                                                                                 |           |
| Dragon Ball Z: Battle of Z                                              | 2014 | PlayStation 3, PlayStation Vita, Xbox 360                                                               |           |
| Super Heroine Chronicle                                                 | 2014 | PlayStation 3, PlayStation Vita                                                                         |           |
| Tales of Hearts R                                                       | 2014 | PlayStation Vita                                                                                        |           |
| Mobile Suit Gundam Side Stories                                         | 2014 | PlayStation 3                                                                                           |           |
| Mobile Suit Gundam Side Story: Missing Link                             | 2014 | PlayStation 3                                                                                           |           |
| Casting Voice                                                           | 2014 | PlayStation 3                                                                                           |           |
| Mobile Suit Gundam: Extreme Vs. Maxi Boost                              | 2014 | Arcade                                                                                                  |           |
| Dark Souls II                                                           | 2014 | Microsoft Windows, PlayStation 3, Xbox 360                                                              |           |
| Taiko no Tatsujin: Don to Katsu no Jikū Daibōken                        | 2014 | Nintendo 3DS                                                                                            |           |
| Tenkai Knights: Brave Battle                                            | 2014 | Nintendo 3DS                                                                                            |           |
| 3rd Super Robot Wars Z                                                  | 2014 | PlayStation Vita                                                                                        |           |
| Ace Combat Infinity                                                     | 2014 | PlayStation 3                                                                                           |           |
| Sword Art Online: Hollow Fragment                                       | 2014 | PlayStation Vita                                                                                        |           |
| Super Robot Wars OG Saga: Masō Kishin F – Coffin of the End             | 2014 | PlayStation 3                                                                                           |           |
| Gundam Breaker 2                                                        | 2014 | PlayStation 3, PlayStation Vita                                                                         |           |
| Enemy Front                                                             | 2014 | Microsoft Windows, PlayStation 3, Xbox 360                                                              |           |
| Soulcalibur: Lost Swords                                                | 2014 | PlayStation 3                                                                                           |           |
| Pac-Man and the Ghostly Adventures 2                                    | 2014 | Nintendo 3DS, PlayStation 3, Wii U, Xbox 360                                                            |           |
| Naruto Shippuden: Ultimate Ninja Storm Revolution                       | 2014 | Microsoft Windows, PlayStation 3, Xbox 360                                                              |           |
| Tales of the World: Tactics Union                                       | 2014 | Wii |           |
| Power Rangers Super Megaforce                                           | 2014 | Nintendo 3DS                                                                                            |           |
| Digimon All-Star Rumble                                                 | 2014 | PlayStation 3, Xbox 360                                                                                 |           |
| J-Stars Victory VS                                                      | 2014 | PlayStation 3, PlayStation 4, PlayStation Vita                                                          |           |
| Star Wars Battle Pod                                                    | 2014 | Arcade                                                                                                  |           |
| One Piece: Super Grand Battle! X                                        | 2014 | Nintendo 3DS                                                                                            |           |
| Taiko no Tatsujin: Tokumori!                                            | 2014 | Wii U                                                                                                   |           |
| Godzilla                                                                | 2014 | PlayStation 3, PlayStation 4                                                                            |           |
| Ace Combat: Assault Horizon Legacy Plus                                 | 2015 | Nintendo 3DS                                                                                            |           |
| Tales of Zestiria                                                       | 2015 | PlayStation 3, PlayStation 4, Microsoft Windows                                                         |           |
| Dragon Ball Xenoverse                                                   | 2015 | Microsoft Windows, PlayStation 3, PlayStation 4, Xbox 360, Xbox One                                     |           |
| Dragon Ball Z: Extreme Butoden                                          | 2015 | Nintendo 3DS                                                                                            |           |
| Super Robot Wars BX                                                     | 2015 | Nintendo 3DS                                                                                            |           |
| Taiko no Tatsujin: V Version                                            | 2015 | PlayStation Vita                                                                                        |           |
| Taiko no Tatsujin: Atsumete Tomodachi Daisakusen!                       | 2015 | Wii U                                                                                                   |           |
| God Eater 2: Rage Burst                                                 | 2015 | Wii U, PlayStation Vita                                                                                 |           |
| Digimon Story: Cyber Sleuth                                             | 2015 | Wii U, PlayStation Vita                                                                                 |           |
| One Piece: Pirate Warriors 3                                            | 2015 | PlayStation 3, PlayStation 4, PlayStation Vita, Microsoft Windows, Nintendo Switch                      |           |
| Dark Souls II: Scholar of the First Sin                                 | 2015 | PlayStation 3, PlayStation 4, Microsoft Windows, Xbox 360, Xbox One                                     |           |
| Cross Ange: Rondo of Angels and Dragons tr.                             | 2015 | PlayStation Vita                                                                                        |           |
| Gundam Battle Operation Next                                            | 2015 | PlayStation 3, PlayStation 4                                                                            |           |
| Ray Gigant                                                              | 2015 | PlayStation Vita                                                                                        |           |
| Lost Reavers                                                            | 2015 | Wii |           |
| Rise of Incarnates                                                      | 2015 | Microsoft Windows                                                                                       |           |
| JoJo's Bizarre Adventure: Eyes of Heaven                                | 2015 | PlayStation 3, PlayStation 4                                                                            |           |
| Project X Zone 2                                                        | 2015 | Nintendo 3DS                                                                                            |           |
| Project CARS                                                            | 2015 | Microsoft Windows, PlayStation 4, Xbox One                                                              |           |
| Sword Art Online: Lost Song                                             | 2015 | PlayStation 3, PlayStation 4, PlayStation Vita                                                          |           |
| Naruto Shippuden: Ultimate Ninja Storm 4                                | 2016 | Microsoft Windows, PlayStation 4, Xbox One, Nintendo Switch                                             |           |
| Dark Souls III                                                          | 2016 | Microsoft Windows, PlayStation 4, Xbox One                                                              |           |
| One Piece: Burning Blood                                                | 2016 | Microsoft Windows, PlayStation 4, Xbox One, PlayStation Vita                                            |           |
| Necropolis                                                              | 2016 | Microsoft Windows, PlayStation 4, Xbox One                                                              |           |
| Super Robot Wars OG: The Moon Dwellers                                  | 2016 | PlayStation 3, PlayStation 4                                                                            |           |
| Duelyst                                                                 | 2016 | Microsoft Windows                                                                                       |           |
| Taiko no Tatsujin: Dokodon! Mystery Adventure                           | 2016 | Nintendo 3DS                                                                                            |           |
| Tales of Berseria                                                       | 2016 | Microsoft Windows, PlayStation 3, PlayStation 4                                                         |           |
| Sword Art Online: Hollow Realization                                    | 2016 | Microsoft Windows, PlayStation 4, PlayStation Vita                                                      |           |
| Digimon World: Next Order                                               | 2016 | PlayStation 4, PlayStation Vita                                                                         |           |
| Warhammer 40,000: Eternal Crusade                                       | 2016 | PlayStation 4, Xbox One                                                                                 |           |
| Gundam Breaker 2                                                        | 2016 | PlayStation 4, PlayStation Vita                                                                         |           |
| Dragon Ball Fusions                                                     | 2016 | Nintendo 3DS                                                                                            |           |
| Dragon Ball Xenoverse 2                                                 | 2016 | Microsoft Windows, PlayStation 4, Xbox One, Nintendo Switch, Stadia                                     |           |
| Mobile Suit Gundam: Extreme Vs-Force                                    | 2016 | PlayStation Vita                                                                                        |           |
| My Hero Academia                                                        | 2016 | Nintendo 3DS                                                                                            |           |
| Mighty Action X                                                         | 2016 | Nintendo 3DS                                                                                            |           |
| Mighty Morphin Power Rangers: Mega Battle                               | 2017 | PlayStation 4, Xbox One                                                                                 |           |
| Impact Winter                                                           | 2017 | Microsoft Windows, PlayStation 4, Xbox One                                                              |           |
| Little Nightmares                                                       | 2017 | Microsoft Windows, PlayStation 4, Xbox One, Nintendo Switch, Stadia                                     |           |
| Super Robot Wars V                                                      | 2017 | PlayStation 4, PlayStation Vita                                                                         |           |
| Chroma Squad                                                            | 2017 | PlayStation 4, Xbox One                                                                                 |           |
| Tekken 7                                                                | 2017 | Arcade, Microsoft Windows, PlayStation 4, Xbox One                                                      |           |
| Get Even                                                                | 2017 | Microsoft Windows, PlayStation 4, Xbox One                                                              |           |
| Accel World vs. Sword Art Online: Millennium Twilight                   | 2017 | PlayStation 4, PlayStation Vita                                                                         |           |
| City Shrouded in Shadow                                                 | 2017 | PlayStation 4                                                                                           |           |
| Naruto Shippuden: Ultimate Ninja Storm Trilogy                          | 2017 | Microsoft Windows, PlayStation 4, Xbox One, Nintendo Switch                                             |           |
| Naruto Shippuden: Ultimate Ninja Storm Legacy                           | 2017 | Microsoft Windows, PlayStation 4, Xbox One                                                              |           |
| Little Witch Academia: Chamber of Time                                  | 2017 | Microsoft Windows, PlayStation 4                                                                        |           |
| .hack//G.U. Last Recode                                                 | 2017 | Microsoft Windows, PlayStation 4                                                                        |           |
| Project CARS 2                                                          | 2017 | Microsoft Windows, PlayStation 4, Xbox One                                                              |           |
| Summer Lesson                                                           | 2017 | PlayStation 4                                                                                           |           |
| Taiko no Tatsujin: Drum Session!                                        | 2017 | PlayStation 4                                                                                           |           |
| Ben 10                                                                  | 2017 | Microsoft Windows, PlayStation 4, Xbox One, Nintendo Switch                                             |           |
| Kamen Rider Climax Fighters                                             | 2017 | PlayStation 4                                                                                           |           |
| One Piece: Grand Cruise                                                 | 2017 | PlayStation 4                                                                                           |           |
| Girls und Panzer: Dream Tank Match                                      | 2017 | PlayStation 4                                                                                           |           |
| Digimon Story: Cyber Sleuth – Hacker's Memory                           | 2017 | PlayStation 4, PlayStation Vita                                                                         |           |
| The Idolmaster: Stella Stage                                            | 2017 | PlayStation 4                                                                                           |           |
| Ni no Kuni II: Revenant Kingdom                                         | 2018 | PlayStation 4                                                                                           |           |
| Shoot Away PRO                                                          | 2018 | Arcade                                                                                                  |           |
| Sword Art Online: Replication Project                                   | 2018 | PlayStation 4                                                                                           |           |
| Dark Souls: Remastered                                                  | 2018 | PlayStation 4, Xbox One, Nintendo Switch                                                                |           |
| Adventure Time: Pirates of the Enchiridion                              | 2018 | Microsoft Windows, PlayStation 4, Xbox One, Nintendo Switch                                             |           |
| Super Robot Wars X                                                      | 2018 | Microsoft Windows, PlayStation 4, PlayStation Vita, Nintendo Switch                                     |           |
| Mobile Suit Gundam: Battle Operation 2                                  | 2018 | PlayStation 4                                                                                           |           |
| Naruto to Boruto: Shinobi Striker                                       | 2018 | Microsoft Windows, PlayStation 4, Xbox One                                                              |           |
| Dragon Ball FighterZ                                                    | 2018 | Microsoft Windows, PlayStation 4, Xbox One, Nintendo Switch                                             |           |
| New Gundam Breaker                                                      | 2018 | PlayStation 4                                                                                           |           |
| Katamari Damacy Reroll                                                  | 2018 | Microsoft Windows, Nintendo Switch                                                                      |           |
| Gintama Rumble                                                          | 2018 | PlayStation 4, PlayStation Vita                                                                         |           |
| Full Metal Panic! Fight Who Dares Wins                                  | 2018 | PlayStation 4                                                                                           |           |
| Record of Grancrest War                                                 | 2018 | PlayStation 4                                                                                           |           |
| The Seven Deadly Sins: Knights of Britannia                             | 2018 | PlayStation 4                                                                                           |           |
| Dragon Ball Z: X Keepers                                                | 2018 | Microsoft Windows                                                                                       |           |
| Sword Art Online: Fatal Bullet                                          | 2018 | Microsoft Windows, Nintendo Switch, PlayStation 4, Xbox One                                             |           |
| God Eater 3                                                             | 2018 | Microsoft Windows, Nintendo Switch, PlayStation 4, Xbox One                                             |           |
| Black Clover: Project Knights                                           | 2018 | Microsoft Windows, PlayStation 4                                                                        |           |
| Divinity: Original Sin II                                               | 2018 | PlayStation 4, Xbox One, Nintendo Switch                                                                |           |
| Taiko no Tatsujin: Drum 'n' Fun!                                        | 2018 | Nintendo Switch                                                                                         |           |
| My Hero Academia: One's Justice                                         | 2018 | Microsoft Windows, PlayStation 4, Xbox One, Nintendo Switch                                             |           |
| Nari Kids Park: HUGtto! PreCure                                         | 2018 | Nintendo Switch                                                                                         |           |
| Nari Kids Park: Kaitou Sentai Lupinranger VS Keisatsu Sentai Patoranger | 2018 | Nintendo Switch                                                                                         |           |
| Nari Kids Park: Ultraman R/B                                            | 2018 | Nintendo Switch                                                                                         |           |
| Black Clover: Quartet Knights                                           | 2018 | PlayStation 4, Xbox One                                                                                 |           |
| Soulcalibur VI                                                          | 2018 | Microsoft Windows, PlayStation 4, Xbox One                                                              |           |
| 11-11: Memories Retold                                                  | 2018 | Microsoft Windows, PlayStation 4, Xbox One                                                              |           |
| Ace Combat 7: Skies Unknown                                             | 2019 | Microsoft Windows, PlayStation 4, Xbox One                                                              |           |
| Jump Force                                                              | 2019 | Microsoft Windows, PlayStation 4, Xbox One, Nintendo Switch                                             |           |
| One Piece: World Seeker                                                 | 2019 | Microsoft Windows, PlayStation 4, Xbox One                                                              |           |
| Super Robot Wars T                                                      | 2019 | Nintendo Switch, PlayStation 4                                                                          |           |
| The Dark Pictures: Man of Medan                                         | 2019 | Microsoft Windows, PlayStation 4, Xbox One                                                              |           |
| Code Vein                                                               | 2019 | Microsoft Windows, PlayStation 4, Xbox One                                                              |           |
| Disney Tsum Tsum Festival                                               | 2019 | Nintendo Switch                                                                                         |           |
| Ninja Box                                                               | 2019 | Nintendo Switch                                                                                         |           |
| Tokyo Ghoul: re Call to Exist                                           | 2019 | Microsoft Windows, PlayStation 4                                                                        |           |
| Doraemon Story of Seasons                                               | 2019 | Microsoft Windows, Nintendo Switch                                                                      |           |
| Rad                                                                     | 2019 | Microsoft Windows, PlayStation 4, Xbox One, Nintendo Switch                                             |           |
| Bless Unleashed                                                         | 2019 | Xbox One                                                                                                |           |
| Dragon Ball Z: Kakarot                                                  | 2020 | Microsoft Windows, PlayStation 4, Xbox One                                                              |           |
| One-Punch Man: A Hero Nobody Knows                                      | 2020 | Microsoft Windows, PlayStation 4, Xbox One                                                              |           |
| One Piece: Pirate Warriors 4                                            | 2020 | Microsoft Windows, PlayStation 4, Xbox One, Nintendo Switch                                             | [ 4 ]     |
| My Hero Academia: One's Justice 2                                       | 2020 | Microsoft Windows, PlayStation 4, Xbox One, Nintendo Switch                                             |           |
| Sword Art Online: Alicization Lycoris                                   | 2020 | PlayStation 4, Xbox One, Microsoft Windows                                                              |           |
| Fast & Furious Crossroads                                               | 2020 | PlayStation 4, Xbox One, Microsoft Windows                                                              |           |
| Captain Tsubasa: Rise of New Champions                                  | 2020 | Microsoft Windows, PlayStation 4, Nintendo Switch                                                       |           |
| Project CARS 3                                                          | 2020 | PlayStation 4, Xbox One, Microsoft Windows                                                              |           |
| The Dark Pictures Anthology: Little Hope                                | 2020 | Microsoft Windows, PlayStation 4, Xbox One                                                              |           |
| Twin Mirror                                                             | 2020 | Microsoft Windows, PlayStation 4, Xbox One                                                              |           |
| Digimon Survive                                                         | 2021 | Microsoft Windows, PlayStation 4, Xbox One, Nintendo Switch                                             |           |
| Tales of Arise                                                          | 2021 | Microsoft Windows, PlayStation 4, PlayStation 5, Xbox Series X/S, Xbox One                              |           |
| The Dark Pictures Anthology: House of Ashes                             | 2021 | Microsoft Windows, PlayStation 4, Xbox One, PlayStation 5, Xbox Series X/S, Xbox One                    |           |
| The Idolmaster: Starlit Season                                          | 2021 | Microsoft Windows, PlayStation 4                                                                        |           |
| Zoids Wild: Infinity Blast                                              | 2021 | Nintendo Switch                                                                                         |           |
| Elden Ring                                                              | 2022 | Microsoft Windows, PlayStation 5, PlayStation 4, Xbox Series X/S, Xbox One                              |           |
| .hack//G.U. Last Recode                                                 | 2022 | Nintendo Switch                                                                                         | [ 5 ]     |
| Digimon Survive                                                         | 2022 | Microsoft Windows, PlayStation 4, Xbox Series X/S, Xbox One, Nintendo Switch                            |           |
| Dragon Ball: The Breakers                                               | 2022 | Microsoft Windows, PlayStation 4, Xbox One, Nintendo Switch                                             | [ 6 ]     |
| Time Crisis 5                                                           | TBA  | Microsoft Windows, PlayStation 5, Xbox Series X/S, Nintendo Switch                                      |           |

### Trò chơi trên di động
| Tựa trò chơi                               | Năm  | Hệ máy       | Tham khảo     |
| ------------------------------------------ | ---- | ------------ | ------------- |
| Mobile Suit Gundam Area Wars               | 2011 | iOS, Android |               |
| Digimon Collectors                         | 2011 | iOS, Android |               |
| Super Robot Wars Card Chronicle            | 2012 | iOS, Android |               |
| One Piece Grand Collection                 | 2012 | iOS, Android | [ 7 ]         |
| Digimon Heroes                             | 2012 | iOS, Android |               |
| Tales of Asteria                           | 2013 | iOS, Android |               |
| Tales of Link                              | 2013 | iOS, Android |               |
| Ridge Racer Slipstream                     | 2013 | iOS, Android |               |
| Drift Spirits                              | 2013 | iOS, Android |               |
| Little Tail Story                          | 2014 | iOS, Android |               |
| Taiko no Tatsujin +                        | 2014 | iOS\|        |               |
| One Piece Straw Wars Pirates Defence       |      | iOS, Android | [ 8 ]         |
| One Piece Grand Quiz Battle                |      | iOS, Android | [ 9 ]         |
| One Piece Moja!                            |      | iOS, Android | [ 10 ]        |
| One Piece Run, Chopper, Run!               | 2014 | iOS, Android | [ 11 ] [ 12 ] |
| One Piece Dance Battle                     | 2014 | iOS, Android | [ 13 ]        |
| One Piece Treasure Cruise                  | 2014 | iOS, Android | [ 14 ]        |
| Sailor Moon Drops                          | 2015 | iOS, Android | [ 15 ]        |
| IDOLiSH7                                   | 2015 | iOS, Android |               |
| One Piece Setting Sail!                    | 2015 | iOS, Android | [ 16 ]        |
| Dragon Ball Z: Dokkan Battle               | 2015 | iOS, Android |               |
| Super Robot Wars X-Ω                       | 2015 | iOS, Android |               |
| One Piece: Thousand Storm                  | 2016 | iOS, Android | [ 17 ]        |
| Ridge Racer Draw & Drift                   | 2016 | iOS, Android |               |
| Digimon Links                              | 2016 | iOS, Android |               |
| Tales of the Rays                          | 2017 | iOS, Android |               |
| Sword Art Online: Memory Defrag            | 2017 | iOS, Android |               |
| LayereD Stories 0                          | 2017 | iOS, Android |               |
| Saint Seiya: Cosmo Fantasy                 | 2017 | iOS, Android |               |
| Sword Art Online: Integral Factor          | 2017 | iOS, Android |               |
| Amazing Katamari Damacy                    | 2017 | iOS, Android |               |
| My Tamagotchi Forever                      | 2018 | iOS, Android |               |
| One Piece Bounty Rush                      | 2018 | iOS, Android | [ 18 ]        |
| Dragon Ball Legends                        | 2018 | iOS, Android |               |
| One Piece: Burning Will                    | 2018 | iOS, Android | [ 19 ]        |
| Naruto x Boruto Ninja Voltage              | 2018 | iOS, Android |               |
| Digimon ReArise                            | 2018 | iOS, Android |               |
| Tales of Crestoria                         | 2019 | iOS, Android |               |
| Sword Art Online: Alicization Rising Steel | 2019 | iOS, Android |               |

## Tựa trò chơi phân phối
- MotoGP 14, Ride, MotoGP 15, Sébastien Loeb Rally Evo và Valentino Rossi: The Game do Milestone srl phát triển và xuất bản.
- Lords of the Fallen do CI Games phát triển và xuất bản.
- F1 2015 do Codemasters phát triển và xuất bản.
- Project CARS do Slightly Mad Studios phát triển và xuất bản.
- The Witcher 3: Wild Hunt và Cyberpunk 2077 do CD Projekt phát triển và xuất bản (chỉ dành cho vùng PAL).